# Josef Pleyl
Josef Pleyl (* 13. März 1902 in Wien, Österreich-Ungarn; † 7. August 1989 ebenda) war ein österreichischer Politiker (SPÖ).

## Leben
Josef Pleyl erlernte nach dem Besuch der Volks- und Hauptschule den Beruf des Spenglers. Sein erstes politisches Mandat bekleidete er ab Dezember 1933, als er für die sein Heimatbundesland Wien als Mitglied des Bundesrats vereidigt wurde. Er war jedoch nur knapp eineinhalb Monate, bis Februar 1934, Bundesrat.
1945 zog Pleyl für die SPÖ als Abgeordneter in den Wiener Landtag und Gemeinderat ein, welchem er 16 Jahre lang, bis 1961, angehören sollte.
Pleyl wurde am Kagraner Friedhof in Wien bestattet.